# Nadchloran amonu
Nadchloran amonu – nieorganiczny związek chemiczny, sól amonowa kwasu nadchlorowego. Silny i stabilny utleniacz, stosowany m.in. w pirotechnice do paliw rakietowych oraz materiałów wybuchowych.
W stanie czystym jest materiałem wybuchowym (czym różni się od nadchloranu potasu). W odróżnieniu od chloranu amonu jest związkiem stabilnym. Stosowany jako składnik niektórych kruszących mieszanin wybuchowych, tzw. szedytów, zamiast chloranu lub nadchloranu potasu. Przykładowo, w czasie I wojny światowej Francuzi używali szedytu B (82% NH4ClO4, 13% dinitrotoluenu, 5% oleju rycynowego) lub prostszych mieszanek 86–92% NH4ClO4 i 14–8% parafiny; elaborowano nimi pociski o niskiej prędkości wylotowej np. pociski moździerzowe lub bomby lotnicze. Podobnego materiału (78% NH4ClO4, 16% parafiny i 8% aluminium) używali Brytyjczycy do napełniania min lądowych.
Ze względu na większy ciężar właściwy nadchloranu amonu materiały wybuchowe przygotowane z jego użyciem są silniejsze od tych przygotowanych z azotanem amonu. Są czulsze na tarcie i płomień od materiałów chloranowych. Ich wykorzystanie w kopalnictwie podziemnym ogranicza możliwość występowania chlorowodoru w produktach rozkładu.
Nadchloran amonu jest jednym z najczęściej spotykanych utleniaczy w stałych paliwach rakietowych. Mieszaniny z jego udziałem palą się stosunkowo wolno, w niższej temperaturze i dają mniej dymu niż mieszaniny z nadchloranem potasu. Popularne są paliwa złożone z nadchloranowego utleniacza i wielosiarczkowych polimerów, które służą równocześnie jako element wiążący i paliw.
Nadchloran amonowy był utleniaczem stosowanym w silnikach SRB.